# Pseudapis schubotzi
Pseudapis schubotzi är en biart som först beskrevs av Embrik Strand 1911.  Pseudapis schubotzi ingår i släktet Pseudapis och familjen vägbin. Inga underarter finns listade i Catalogue of Life.